# Рациональное неведение
Рациональное неведение (рациональное невежество) — эффект, при котором стоимость самостоятельного изучения предмета достаточно высока и может перевесить любые потенциальные преимущества, которые можно ожидать от тщательно продуманного принятия решения, поэтому было бы нерационально тратить время и труд на тщательное изучение ситуации и на тщательное продумывание решений. Одно из значительных следствий этого явления заключается в качестве решений, принимаемых большими количествами людей, в таких, например, случаях, как общественные выборы, когда вероятность существенно изменить итоговый расклад для каждого отдельного голоса чрезвычайно мала.
Представьте ситуацию работодателя, выбирающего между двумя кандидатами на выполнение некоторой работы с оплатой 100 рублей в час. Время, за которое может быть выполнено задание зависит от уровня навыка работника, таким образом наниматель заинтересован найти самого быстрого работника. Предположим, что стоимость лишнего дня интервьюирования кандидата составляет 1000 рублей. Если наниматель с помощью интервью оценил, что оба претендента способны выполнить работу за срок порядка 195—205 часов, лучшим дальнейшим решением было бы выбрать одного из двух каким-то простым способом, вроде бросания монетки, чем тратить лишние 1000 р., определяя лучшего кандидата, что в лучшем случае позволило бы сэкономить максимум 1000 р. на оплате его труда.

## Приложения
Маркетологи могут извлекать выгоду из рациональной невежественности покупателей, усложняя принятие решения. Если различие в ценности между качественным и менее качественным продуктом меньше, чем сумма, которую нужно затратить, чтобы найти между ними различие, для покупателя более разумно сделать свой выбор на основании того, что ему более удобно или доступно. Таким образом, в интересах производителя более низкокачественного товара увеличивать количество возможностей, свойств, вариантов поставки, чтобы средний покупатель посчитал слишком сложным принятие обдуманного и просчитанного решения.
Аналогичным образом рациональное невежество используется в политике. Увеличивая количество факторов, которые избиратель должен учесть, чтобы принять обдуманное решение в пользу того или иного кандидата, можно стимулировать так называемое «голосование сердцем» и другие модели поведения, которые ведут к игнорированию действительно важных для занимания вакантной должности навыков и знаний кандидата.
Ещё одно, более хитроумное применение в политике состоит в использовании самоидентификации с политической партией, примерно как это происходит в случае самоидентификации с любимым кинокритиком. Достаточно ответственный избиратель формулирует своё мнение на основе суждений, которые формулирует в отношении некоторого количества вопросов, разобраться в которых находит время и желание. Затем — находит политика либо политическую партию, которые высказывают по этим вопросам примерно те суждения, которые высказывает он сам. Сходным образом кинозритель прислушиваются к мнению тех кинокритиков, которым понравились те же фильмы, что и ему самому. Таким образом, люди сваливают тяжкое бремя формирования собственного мнения на партию, политика или кинокритика, что позволяет им экономить время и силы.

## Критика
Большая часть эмпирических исследований, послуживших основой теории рационального невежества, были проделаны в рамках исследования избирательской апатии, которая приводила к наиболее заметным последствиям в 1950-х годах в США. Однако апатия быстро пропала в 1960-е годы как реакция на такие важные события как война во Вьетнаме и усиление политической поляризованности. Отсюда полагается, что интерес избирателя к информации возрастает в зависимости от важности политического выбора.